# Oskar Bengtsson
Oskar Fredrik Bengtsson, född 23 februari 1897 i Enslövs församling i Hallands län, död 11 november 1975, var en svensk förbundsdirektör och kommunalpolitiker.
Bengtsson, vars far var lantbrukare, var textilarbetare 1910–1912, måleriarbetare 1912–1916 och genomgick Brunnsviks folkhögskola 1921–1922. Han blev därefter ombudsman i Hyresgästföreningen 1926, sekreterare där 1934 och 1936 ordförande. År 1950 blev han VD för HSB Stockholm. Bengtsson var från 1939 ledamot av Stockholms stadsfullmäktige och från 1942 ledamot av Statens hyresråd. Han var också styrelseledamot i Stockholms stadshypoteksförening och Svenska bostadskreditkassan. Han utgav ett flertal broschyrer i hyresfrågor.